# Cleptometopus similis
Cleptometopus similis är en skalbaggsart som först beskrevs av Charles Joseph Gahan 1894.  Cleptometopus similis ingår i släktet Cleptometopus och familjen långhorningar.
Artens utbredningsområde är Laos. Inga underarter finns listade i Catalogue of Life.